# Andrew Laszlo
Andrew Laszlo, nato László András (Pápa, 12 gennaio 1926 – Bozeman, 7 ottobre 2011), è stato un direttore della fotografia ungherese naturalizzato statunitense, attivo dagli anni sessanta ai primi novanta sia al cinema che in televisione. Tra i film più significativi di cui ha curato la fotografia si possono citare I guerrieri della notte (1979), Rambo (1982) e Salto nel buio (1987).

## Filmografia parziale
- Uno, patata, due, patata... (One Potato, Two Potato), regia di Larry Peerce (1964)
- Buttati Bernardo! (You're a Big Boy Now), regia di Francis Ford Coppola (1966)
- Papà... abbaia piano! (Popi), regia di Arthur Hiller (1969)
- Amanti ed altri estranei (Lovers and Other Strangers), regia di Cy Howard (1970)
- Un provinciale a New York (The Out-of-Towners), regia di Arthur Hiller (1970)
- I guerrieri della notte (The Warriors), regia di Walter Hill (1979)
- Shōgun - Il signore della guerra (Shogun), regia di Jerry London (1980)
- I guerrieri della palude silenziosa (Southern Comfort), regia di Walter Hill (1981)
- Il tunnel dell'orrore (The Funhouse), regia di Tobe Hooper (1981)
- Rambo (First Blood), regia di Ted Kotcheff (1982)
- Io, la giuria (I, the Jury), regia di Richard T. Heffron (1982)
- Strade di fuoco (Streets of Fire), regia di Walter Hill (1984)
- Ladro di donne (Thief of Hearts), regia di Douglas Day Stewart (1984)
- Il mio nome è Remo Williams (Remo Williams: The Adventure Begins), regia di Guy Hamilton (1985)
- Poltergeist II - L'altra dimensione (Poltergeist II: The Other Side), regia di Brian Gibson (1986)
- Salto nel buio (Innerspace), regia di Joe Dante (1987)
- Star Trek V: L'ultima frontiera (Star Trek V: The Final Frontier), regia di William Shatner (1989)
- Papà è un fantasma (Ghost Dad), regia di Sidney Poitier (1990)
- Gli strilloni (Newsies), regia di Kenny Ortega (1992)